# أنا سماشنوفا
أنا سماشنوفا (بالروسية: Смашнова, Анна Александровна) مواليد 16 يوليو 1976 في مينسك، الاتحاد السوفيتي، هي لاعبة كرة مضرب بيلاروسية سابقة بدأت مسيرتها كمحترفة سنة 1991 وكانت تلعب باليد اليمنى، اعتزلت اللعب في يوليو 2007. كما أنها إحدى بطلات الجراند سلام. أعلى تصنيف لها في الفردي كان المركز الـ 15 في سنة 2003. سبق أن شاركت في دورة الألعاب الأولمبية الصيفية.

## روابط خارجية
- أنا سماشنوفا على موقع رابطة محترفات التنس (الإنجليزية)
- أنا سماشنوفا على موقع الاتحاد الدولي لكرة المضرب (الإنجليزية)
- أنا سماشنوفا على موقع كأس بيلي جين كينغ (الإنجليزية)
- أنا سماشنوفا على موقع إي إس بي إن.كوم (الإنجليزية)
- أنا سماشنوفا على موقع أوليمبيديا (الإنجليزية)